# Putbus (ätt)
Putbus, även Pedebuz och Podebusk är en tysk, dansk och svensk uradelsätt med västslaviska rötter med ursprung från ön Rügen. De bär anor från furste Stoislav I av Rügen från slutet av 1100-talet. Grenar har upphöjts i friherrligt, grevligt samt furstligt stånd, och fortlever idag i Tyskland.

## Historia

### Putbus uradel
Den adliga ätten Putbus är av västslaviskt ursprung och anses vara en gren av furstehuset Rügen. Det härstamar från Stoislav I, som dokumenters först 1193, och var förmodligen en nära släkting till furste Jaromar I av Rügen och anses av många experter att ha varit hans bror. Om det senare skulle vara korrekt, skulle Jaromars far Ratislaus den vise (ca. 1105–1141), furste av de västslaviska Ranerna vara stamfader inte bara till furstarna av Rügen, men även stamfader till herrarna (senare grevarna och furstarna) av Putbus.
Putbus hade från början samma status som Rügen furstarna, men blev senare deras vasaller. Deras ursprungliga gods var nära Vilmnitz (idag i stadsdelen Putbus) på ön och runt Brandshagen, som ligger på det pommerska fastlandet mittemot ön. Den senare namngavs efter Borante, en tidig medlem av familjen Putbus som byggde ett motteborg på 13-talet. Namnet Putbus uppträdde först 1286 och antogs av alla familjemedlemmar från mitten av 1400-talet. Familjen fortsatte att inneha herravälde i vissa delar av Rügen och förblev de största markägarna på ön Rügen fram till det kommunistiska övertagandet efter andra världskriget.
När Rügens ätten utslocknade fick familjen Putbus snabbt huvudrollen bland Rügens adelsfamiljer. Från åtminstone år 1351 så har kyrkan i Vilmnitz använts som begravningsplats för familjen Putbus ända fram till 1860-talet.

### Putbus
Sedan 1300-talet har det funnits starka band mellan familjen Putbus och den danska adeln. Medlemmar av huset Putbus var i dansk tjänst och innehade många höga ämbeten. Dessa inkluderade Henning Podebusk som var dansk storman, drots av Danmark och gälkare i Skåne samt Hövitsman i Danmark.
År 1493 förgrenade sig familjen i en dansk och en tysk linje under Pridbor V och Valdemar III. Den danska ätten Putbus (Pridbogrenen) tog namnet Podebusk och förvärvade godsen Kørup 1410 och Einsidelsborg på norra Fyn 1650. År 1652 fick den tyska ätten (Valdemarsgrenen) det ärftliga lantmarskalksämbetet för Svenska Pommern och Rügen.
Efter att den tyska linjen (Valdemarsgrenen) dött ut 1702 gick Rügens gods, som nu tillhörde Svenska Pommern, 1704 till den danska (Pridbogrenen), som upphöjdes till grevar av kejsar Karl VI 1727 och fick svenskt erkännande av grevens rang 1731. Det ursprungliga  slottet Putbus från 1400-talet förlängdes i gotisk stil på 1500-talet och omvandlades till ett trevingat slottkomplex i början av 1700-talet. Detta komplex förnyades nästan helt från 1725 för det nya grevehuset, bara den gotiska flygeln och renässansdelen återstod. Som ett resultat, liksom händelserna i det stora nordiska kriget och sjuårskriget, var Herrarna av Putbus skuldsatta. År 1780 sålde greve Malte Fredrik de danska besittningarna, Einsidelsborg och Kørup.

#### Ätten Putbus vapen genom tiderna

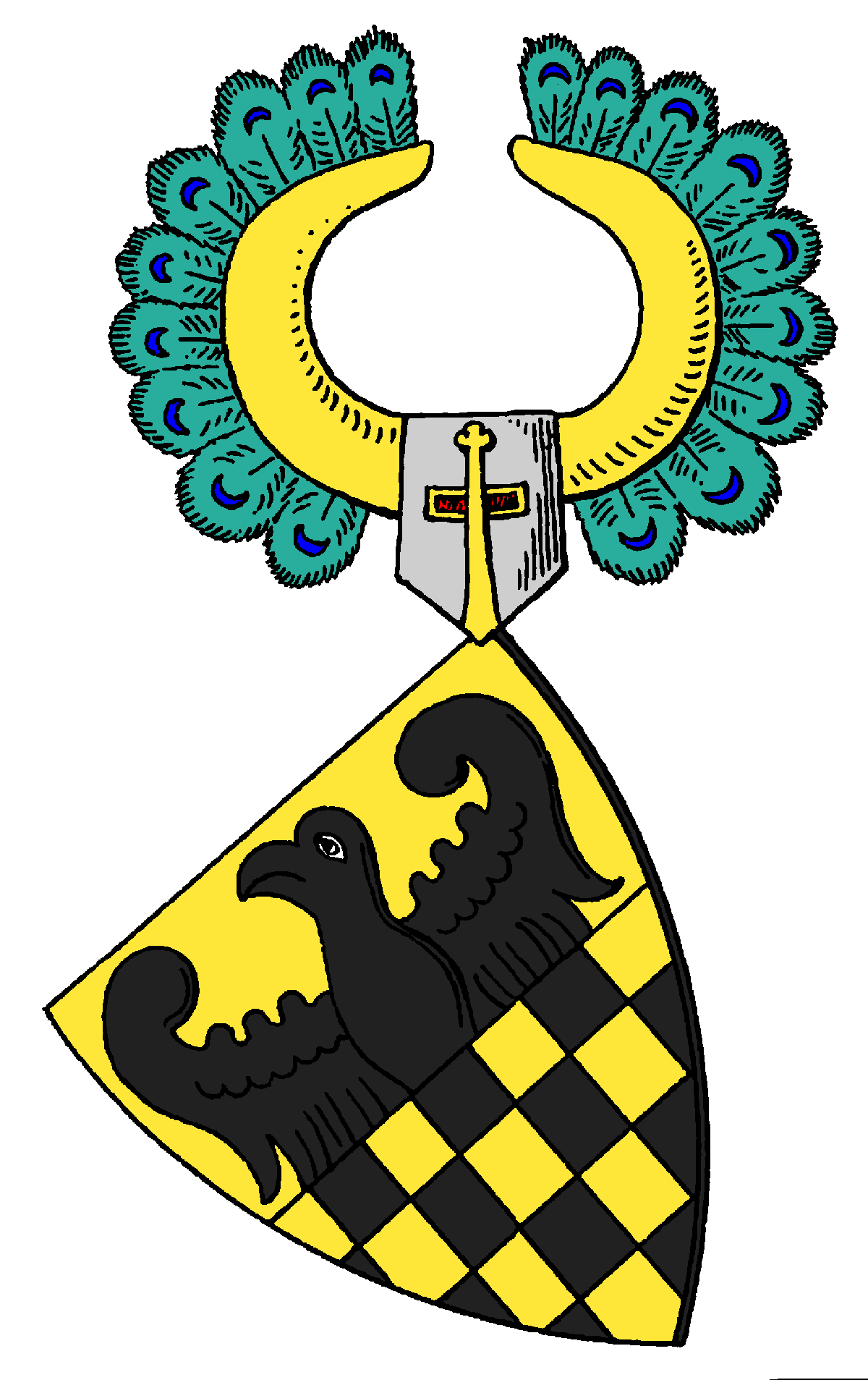
Ätten Putbus vapen från 1300-talet
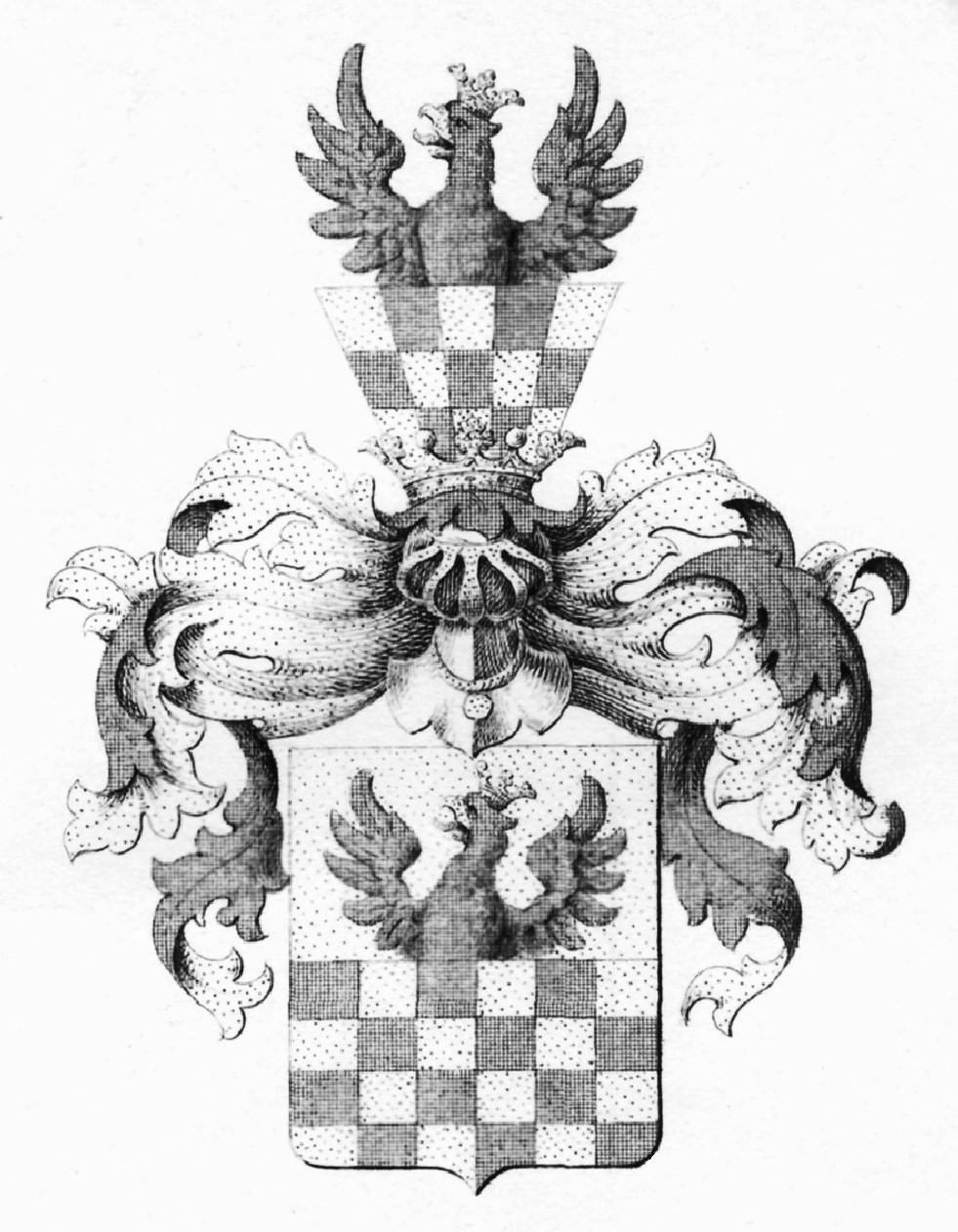
Ätten Putbus stamvapen, ritat av Julius Theodor Bagmihl
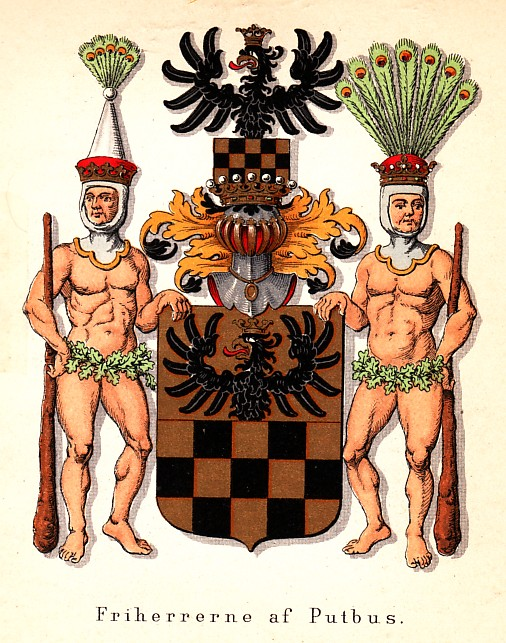
Friherrliga ätten Putbus vapen i Danmarks Adels Aarborg 1908
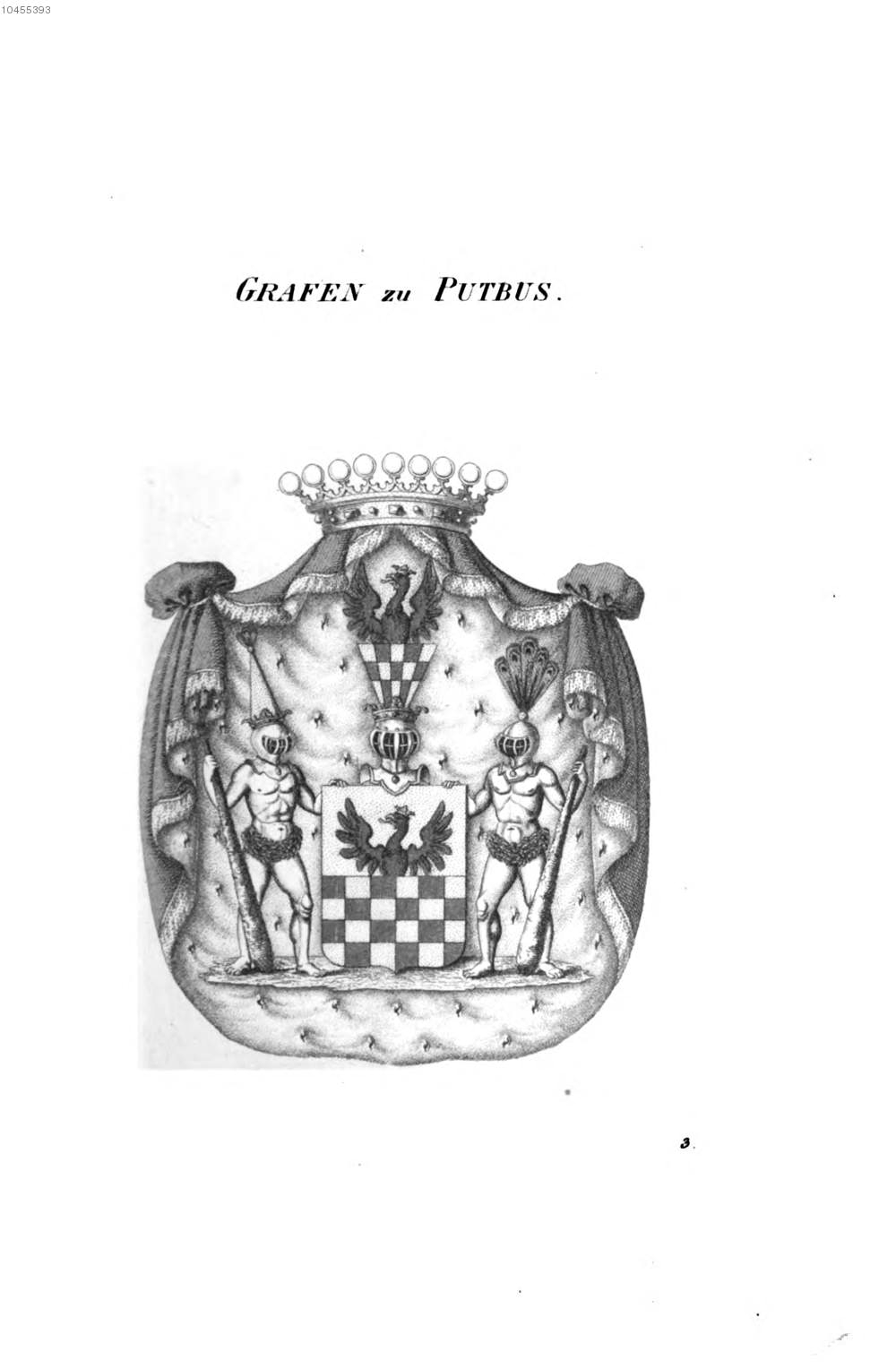
Svenska ätten Putbus grevliga vapen
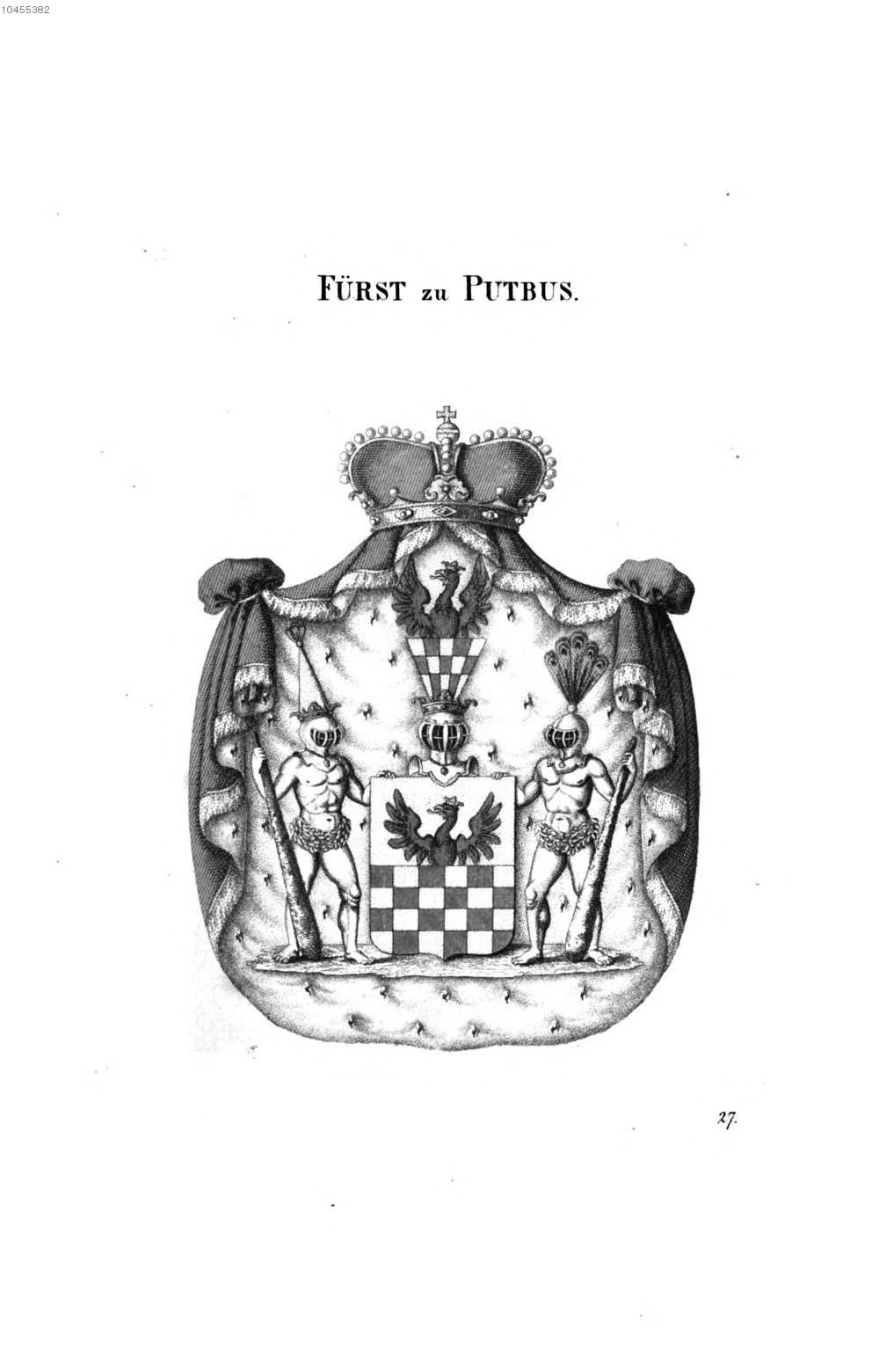
Svenska ätten Putbus furstliga vapen

### Furstliga ätten Putbus
Malte Fredriks son, Wilhelm Malte I, tjänstgjorde som svensk viceguvernör i Pommern och upphöjdes till svensk furste 1807. Som ett resultat av freden i Kiel blev Rügen danskt under en kort period 1814 och övergick sedan till Preussen 1815. År 1817 bekräftade kung Frederik Vilhelm III att han skulle behålla sin furstetitel i Preussen och även värdigheten som arvlantmarskalk av Västpommern. Han blev nu ordförande i kommunparlamentet i Pommern och Rügen och behöll titeln generalguvernör. Wilhelm Malte I lät göra om Putbus slott i klassicisk stil 1827-1832. Staden Putbus utvidgades avsevärt av bosättningspolitiken och utvecklades till en klassicistisk bostadsstad (teater, stall, orangeri, cirkus, kyrka, pedagogium, badhus Goor, etc.). Från 1838 till 1846 lät han bygga Granitz slott. År 1817 förvärvade han också Spycker slott. Byggverksamheten under hans styre har lämnat omisskännliga spår på ön Rügen till denna dag; Det fanns en kulturell och ekonomisk uppgång, där fursten aktivt deltog med många företag.
Med hans död 1854 dog huset Putbus ut i den manliga linjen. Genom hans dotter Clotilde, som var gift med Friedrich Graf von Wylich und Lottum, övergick titeln och Majoratet till hans sonson Wilhelm Carl Gustav Malte Graf von Wylich und Lottum (1833–1907), som 1861 med kungligt godkännande tog namnet Wilhelm Malte II, furste och herre av Putbus. Han lät bygga om Putbus slott 1872 efter en brand.
Hans sonson Malte von Veltheim-Lottum ärvde det furstliga Fideikommisset 1934 av sin moster Asta, grevinnan von Wylich och Lottum, fursteinan och herrinan av Putbus. Det adliga huset Putbus och Veltheim hade varit gifta i fyra generationer.  Den 20 oktober 1938 gav inrikesministern honom, hans fru och hans minderåriga barn tillstånd att använda familjenamnet "von und zu Putbus". Malte zu Putbus dog i koncentrationslägret Sachsenhausen 1945.
Hans son Franz von und zu Putbus (* 1927; † 2004) förlorade slutligen 1945 - förutom Wylich-Lottum-fastigheten Schloss Lissa nära Breslau - besittningarna till huset Putbus, som omfattade ungefär en sjättedel av ön Rügen, och som tidigare hade placerats under obligatorisk administration av den nazistiska regeringen. Efter återföreningen 1990  han därför utan framgång krävt i domstol för återlämnande av de omfattande egendomarna på grund av konfiskering av den nazistiska regeringen. Sedan 1951 hade han titeln Furste och Herre av Putbus. Namnet Fürst zu Putbus motsatte sig inte den tyska adelslagskommittén och familjen registrerades i Genealogiska handboken för adeln vid furstehusen (avdelning III). Franz köpte dock tillbaka ett av kavaljerhusen på Cirkus, det cirkulära torget framför slottet, samt små delar av hans marker. Hans änka, Michaela furstinna av Putbus, född grevinnan von Carmer, flyttade till Rügen efter hans död 2004 och tog över förvaltningen av fastigheten, som togs över av deras son Malte von Putbus (* 1964)

## Gods

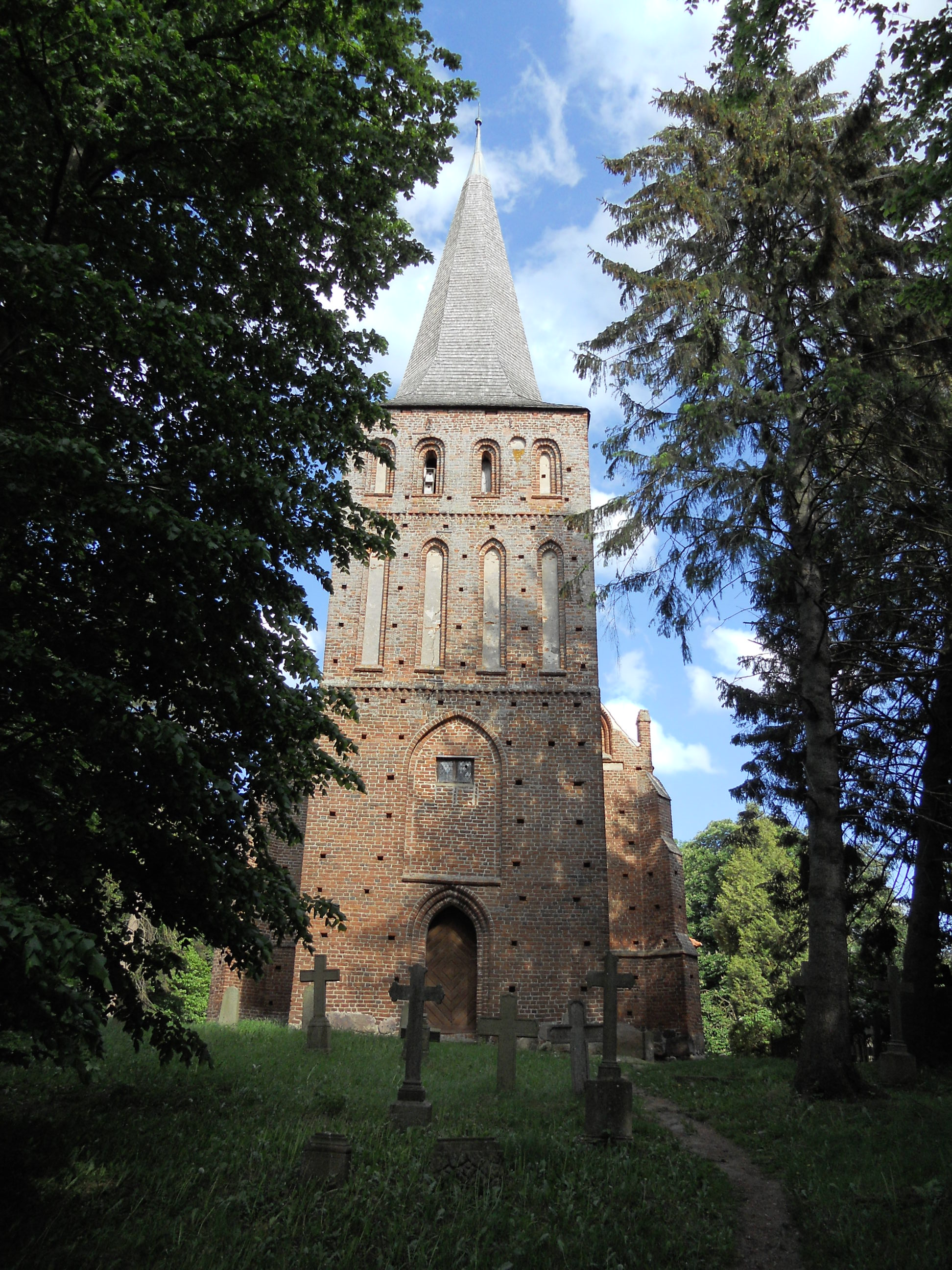
Vilmnitz kyrka, byggt 1351
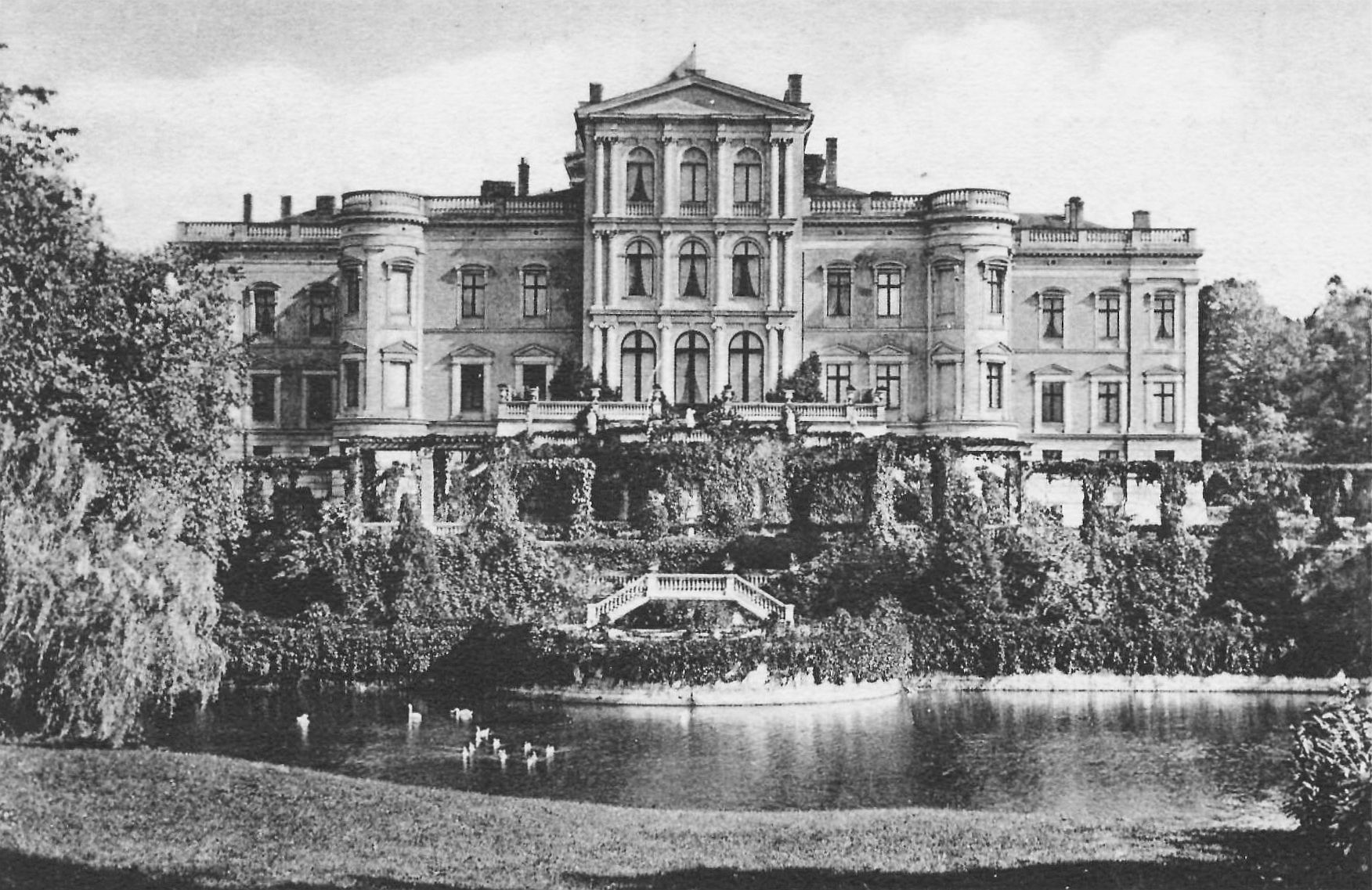
Putbus slott, Rügen (rivet 1962)
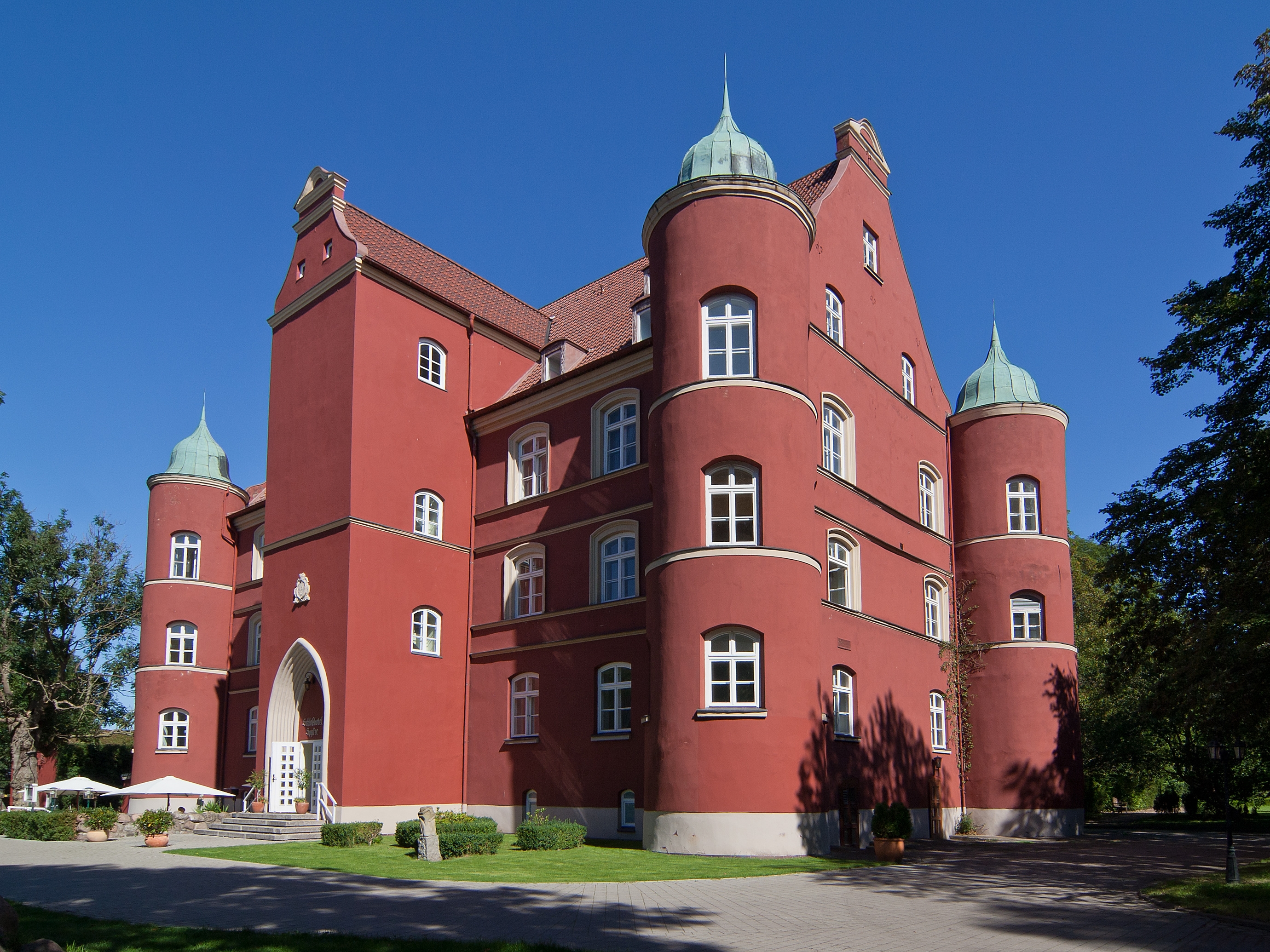
Spycker slott, Rügen
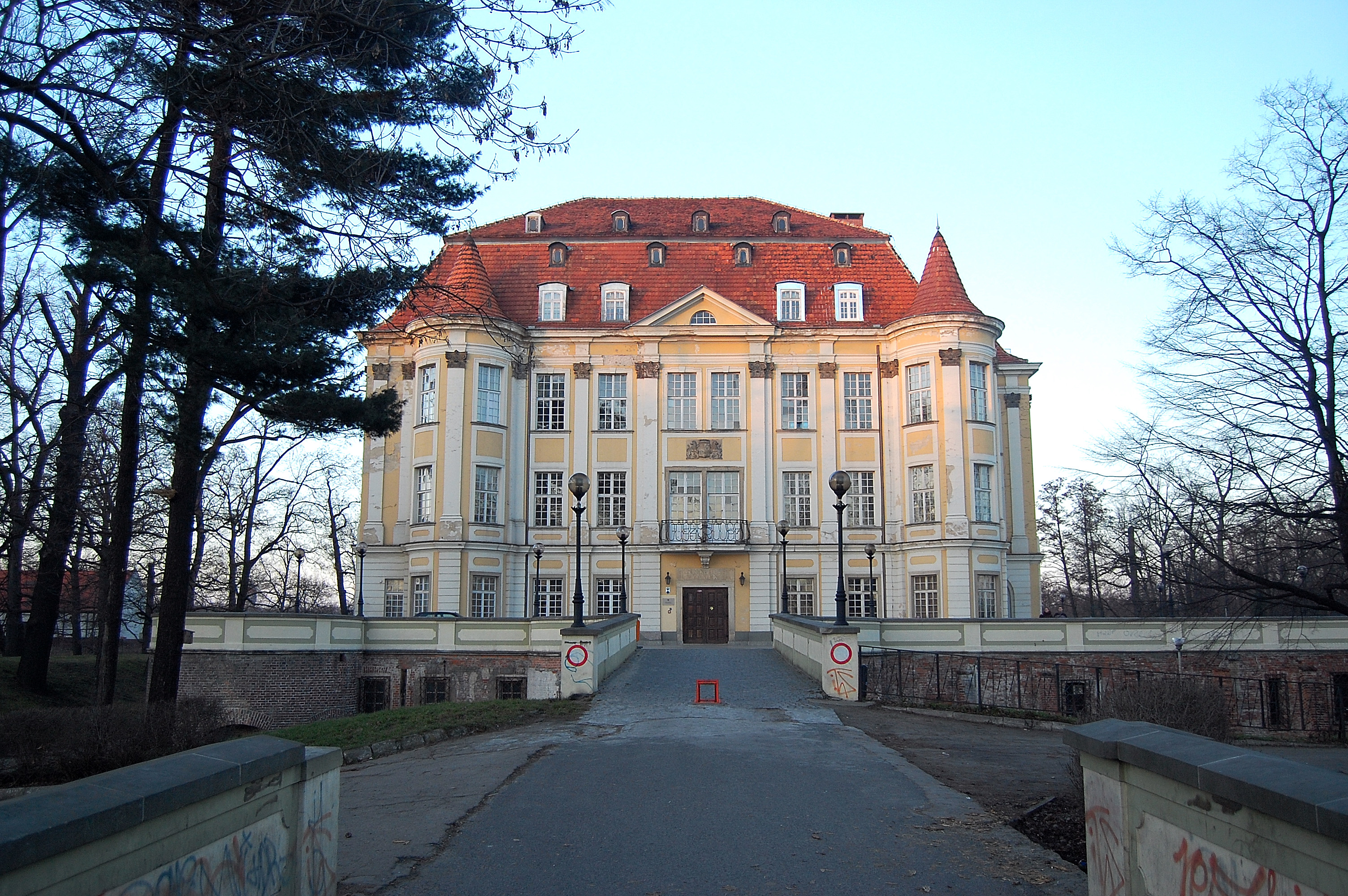
Lissa Palatset utanför Breslau
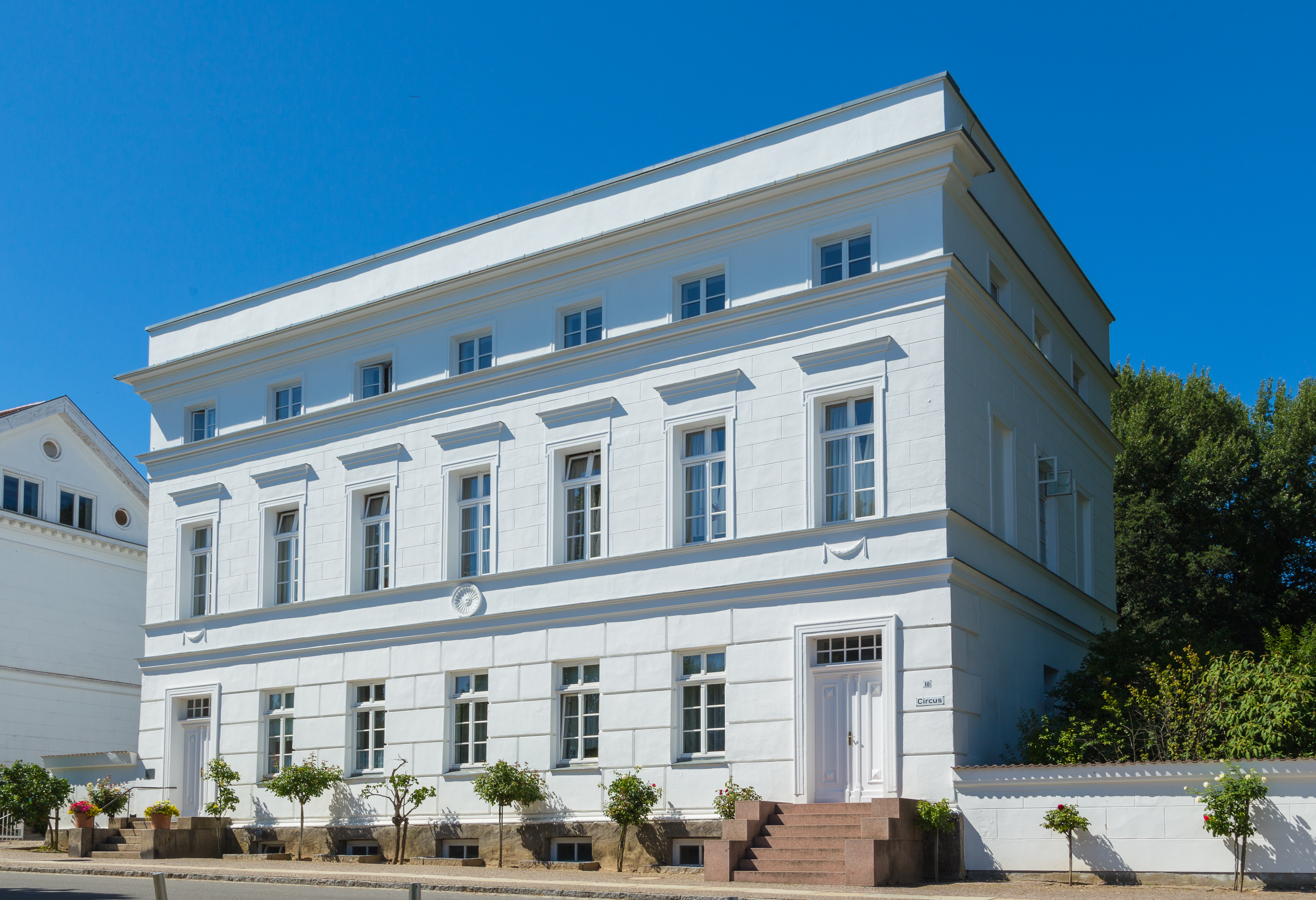
Haus Nr. 10 på Circus i Putbus, den nuvarande sätesgården för ätten Putbus.

## Personer i släkten
- Kruto Vende (1093*) furste av Wagrien.
- Ratislaus den vise (1100*–1141), kung på Rügen och Furste av Ranerna.
- Jaromar I av Rügen (1030*–1218), furste av Rügen.
- Stoislav I av Rügen (död 1193*), stamfader till ätten Putbus.
- Henning Podebusk (död 1388), dansk storman, drots av Danmark och gälkare i Skåne samt Hövitsman i Danmark.
- Ernst Ludvig von Putbus (1649–1702), sista av den friherrliga ätten Podebusk.
- Malte Putbus (död 1750), tysk riksgreve, svensk greve av Putbus och Arvlantmarskalk ,
- Moritz Ulrik Putbus (1699–1769), president av Wismarska tribunalet.
- Fredric Ulric von Putbus (1732–1764), svensk överste
- Gottlieb Ludvig Ferdinand Putbus, (1737–1804), svensk general.
- Malte Fredrik Putbus (1725–1787), arvlantmarskalk i Svenska Pommern.
- Wilhelm Malte I (1783–1854), viceguvernör av Svenska Pommern.
- Wilhelm Malte II (1833–1907), arvlantmarskalk i Pommern.
- Franz von Veltheim, Furste[7] och Herre av Putbus (1848–1927), Kommendator[8] av Johanniterorden[9]
- Malte zu Putbus (1889–1945), furste och herre av Putbus.
- Franz zu Putbus (1927–2004)[10]
- Malte von Putbus (* 1964)[11]